# 马尔杜克·沙皮克·泽瑞
马尔杜克·沙皮克·泽瑞（约公元前1081年—约公元前1069年在位）（英語：Marduk-shapik-zeri）巴比伦国王。继承马尔杜克·那丁·阿海之位。他在位时期饥荒有所消退，同时他与亚述签订和约。